# Paraceratherium
Paraceratherium là một chi tê giác không sừng, thuộc phân họ Indricotheriinae của họ Hyracodontidae. Hóa thạch của chúng được tìm thấy ở vùng Đại lục Á Âu nằm giữa Trung Quốc và Nam Tư cũ.
Kích thước chính xác của Paraceratherium vẫn là ẩn số vì nhiều phần hóa thạch còn thiếu. Cân nặng của nó được ước tính là 15 đến 20 tấn (33.000 đến 44.000 lb); chiều cao tới vai là 6 mét (20 foot), và chiều dài khoảng 8 mét (26 foot). Chân rất dài và có tư thế hình cột trụ, cổ cũng khá dài với hộp sọ dài 1,3 mét (4,3 ft). Nó có răng cửa dài, giống ngà cho thấy nó có vòi ngắn. Paraceratherium có lẽ có cách sống giống với voi và tê giác hiện đại. Vì kích thước lớn, nó có rất ít kẻ thù và khả năng sinh sản thấp. Paraceratherium ăn chủ yếu lá, cây mềm, và cây bụi. Môi trường sống của nó là từ sa mạc đến rừng cận nhiệt đới. Lý do loài này tuyệt chủng không được biết đến, nhưng nhiều giả thuyết đã được đặt ra.

## Mô tả

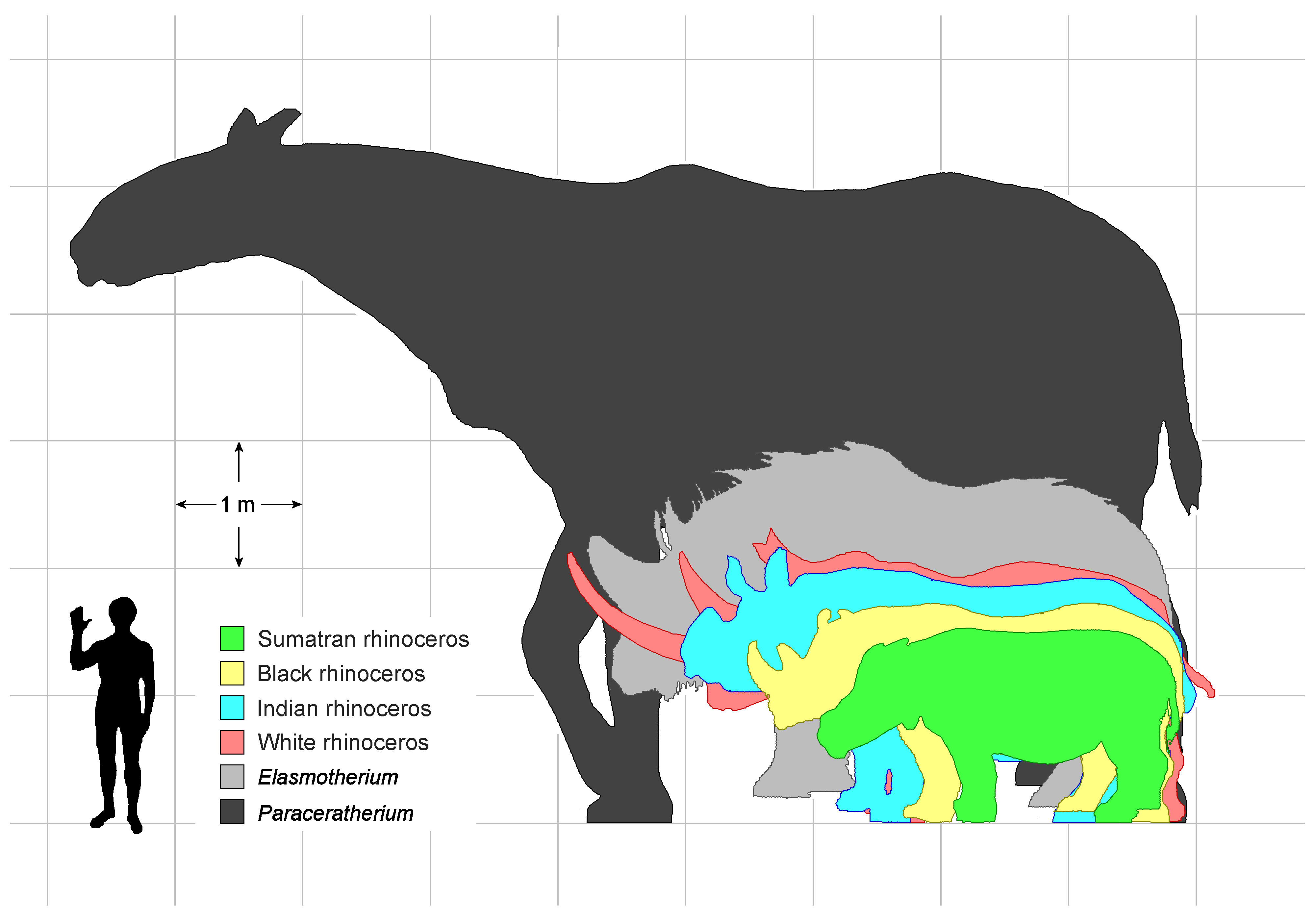
Paraceratherium (xám) so sánh với người và các loài tê giác khác.

Paraceratherium được xem là động vật có vú trên cạn lớn nhất mọi thời đại, nhưng kích thước chính xác không chắc chắn vì thiếu hóa thạch hoàn chỉnh. Các ước tính đầu tiên 30 tấn (66.000 lb) nay được xem là quá phóng đại; nó có thể có khối lượng tối đa là 15 đến 20 tấn (33.000 đến 44.000 lb), và trung bình 11 tấn (24.000 lb). Ước tính chủ yếu dựa trên hóa thạch P. transouralicum vì đây là loài có hóa thạch đầy đủ nhất. Ước tính dựa trên hộp sọ răng và kích thước xương chân, nhưng mỗi bộ xương bởi các cá thể khác nhau có kích thước khác nhau, vì vây hầu hết việc phục dựng bộ khung xương đều là phép ngoại suy. Chiều cao của nó được ước tính là 6 m (20 ft) tới vai với cổ dài 2 đến 2,5 m (6,6 đến 8,2 ft).

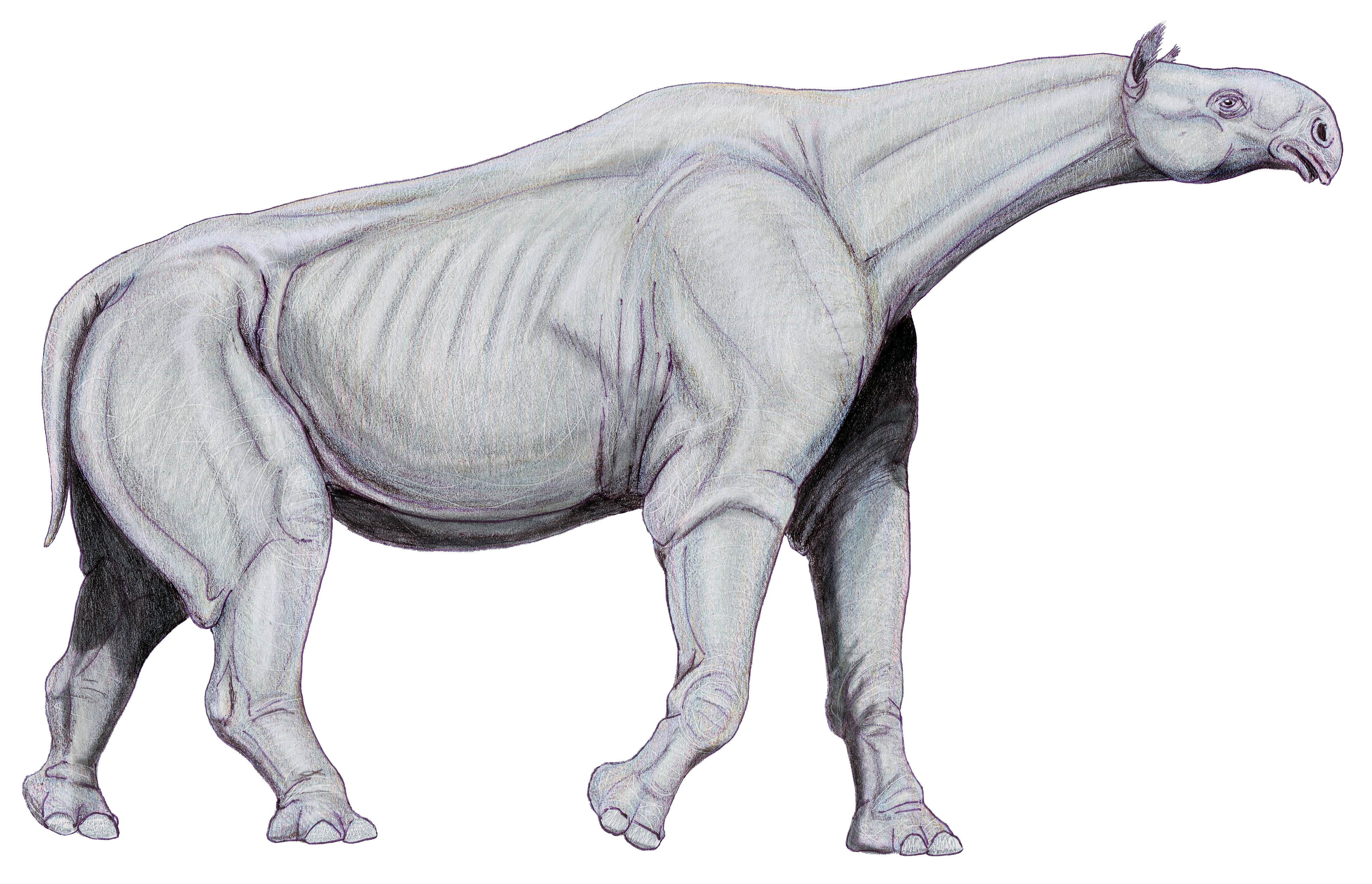
P. transouralicum